# Ontdekkingsreiziger

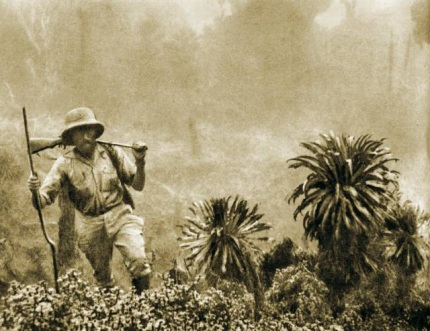
Kazimierz Nowak, een stereotype van de economische ontdekkingsreiziger uit de 19e eeuw

Een ontdekkingsreiziger is iemand die op ontdekkingsreis gaat, die op zoek gaat naar gebieden die in zijn eigen land nog onbekend zijn, door dit nieuwe gebied trekt en daarna weer naar huis terugkeert. De beweegredenen voor een ontdekkingsreiziger zijn verschillend:
- (wetenschappelijke) nieuwsgierigheid, een behoefte om kennis te vergaren, om andere culturen te leren kennen en deze kennis in het thuisland toe te passen en te verspreiden;
- het vinden van handelsroutes;
- vergroting van het gebied waarover een keizer, koning of andere heerser zeggenschap heeft, kolonisatie genoemd. De heerser gaf een ontdekkingsreiziger dan opdracht voor hen onbekend grondgebieden te inventariseren, in kaart te brengen en er een gedetailleerd verslag over op te maken;
- zoektocht naar nieuwe gebieden waar mensen kunnen leven en wonen, bijvoorbeeld door de Noorse Vikingen.

## Bekende ontdekkingsreizigers
Uit de westerse geschiedenis zijn veel voorbeelden van ontdekkingsreizigers in de verschillende groepen bekend.
Vroegere ontdekkingsreizigers hadden vaak de opdracht van een keizer, koning of andere heerser, om deze voor hen nieuwe wereld in kaart te brengen met het oog op economische exploitatie, te kolonialiseren of te veroveren. Voorbeelden van ontdekkingreizigers die in opdracht van heersers werkten, met als perspectief de economische exploitaitie van het grondgebied waren bijvoorbeeld Columbus, Livingstone, Brazza.